# Coigneux
Coigneux là một xã ở tỉnh Somme, vùng Hauts-de-France, Pháp.

## Địa lý
Thị trấn này tọa lạc trên đường D176, khoảng 22 dặm Anh về phía đồng bắc của Amiens. Sông Authie bắt nguồn ở đây.

## Dân số
| 1962                                                           | 1968 | 1975 | 1982 | 1990 | 1999 |
| -------------------------------------------------------------- | ---- | ---- | ---- | ---- | ---- |
| 81                                                             | 86   | 71   | 64   | 56   | 50   |
| Số liệu điều tra dân số từ năm 1962, dân số không tính hai lần |      |      |      |      |      |